# Aníkovo
Aníkovo (en rus: Аниково) és un poble de l'óblast de Riazan, a Rússia, segons el cens del 2010 tenia 11 habitants.